# 마쓰다이라 노리나가 (오규 마쓰다이라가)

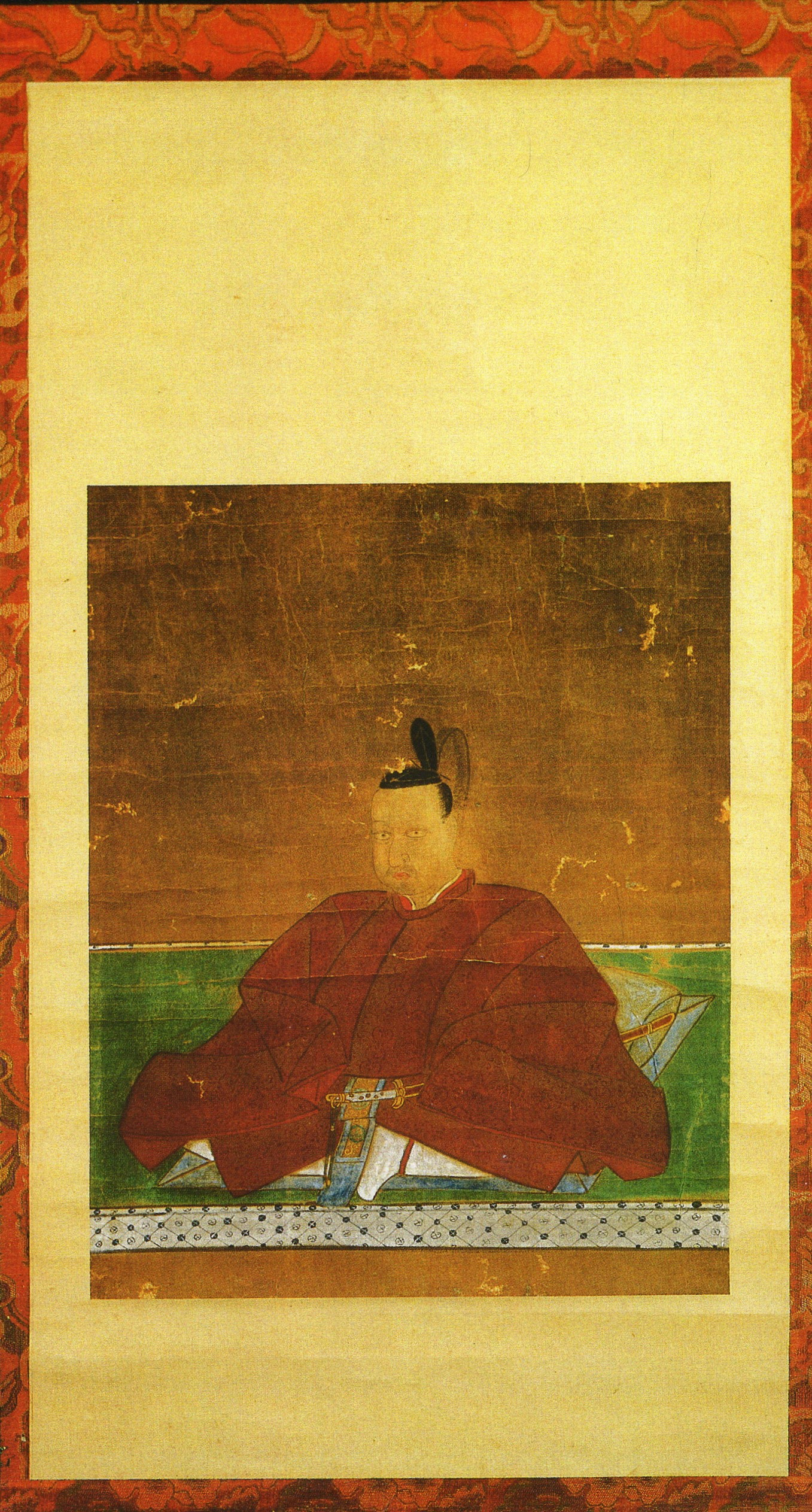
마쓰다이라 노리나가

마쓰다이라 노리나가(일본어: 松平乗寿, 게이초 5년 1월 12일(1600년 2월 26일) ~ 조오 3년 2월 1일(1654년 3월 19일))는 에도 시대 전기의 다이묘이다. 미노 이와무라번 제2대 번주, 도토미 하마마쓰번주, 고즈케 다테바야시번 초대 번주. 오규 마쓰다이라 종가 제7대 당주.

## 생애
6대 마쓰다이라 이에노리의 장남으로 태어났다. 게이초 19년(1614년), 부친의 사망으로 가독을 계승한다.
같은 해 겨울부터의 오사카의 진에 출진해 전공을 세웠다. 간에이 15년(1638년), 미노이와무라 2만 석에서 도노에 하마마쓰 3만 6000 석으로 가증 이봉되었다. 간에이 19년(1642년)에는 이에즈나 붙은 로주에 임명되어 쇼호 원년(1644년) 2월 28일에는 우에노 다테바야시 6만 석에 가증 이봉되었다. 이에쓰나가 4대 장군이 되자 정식으로 노중의 한 사람으로 정무를 총괄했다. 쇼오 3년(1654년), 55세의 나이로 사망했다.
하야시 슌사이(林春斎)로부터는 유나한 인물이라는 평을 듣고 있다.
| 전임 마쓰다이라 이에노리 | 제7대 오규 마쓰다이라 종가 당주 1614년 ~ 1654년 | 후임 마쓰다이라 노리히사 |

| 전임 마쓰다이라 이에노리 | 제2대 이와무라번주 (오규 마쓰다이라 종가) 1614년 ~ 1638년 | 후임 니와 우지노부 |

| 전임 고리키 다다후사 | 하마마쓰번주 (오규 마쓰다이라가) 1638년 ~ 1644년 | 후임 오타 스케무네 |

| 전임 사카키바라 다다쓰구 | 제1대 다테바야시번주 (오규 마쓰다이라가) 1644년 ~ 1654년 | 후임 마쓰다이라 노리히사 |